# TT38
| N5 · D44 | D28 | s | n · b |

| N5 · D44 | D28 | s | n · b |

la Tomba di Djeserkaraseneb, identificata con la sigla TT38 (Theban Tomb 38) è una delle Tombe dei Nobili ubicate nell'area della cosiddetta Necropoli Tebana, sulla sponda occidentale del Nilo dinanzi alla città di Luxor, in Egitto. Destinata a sepolture di nobili e funzionari connessi alle case regnanti, specie del Nuovo Regno, l'area venne sfruttata, come necropoli, fin dall'Antico Regno e, successivamente, sino al periodo Saitico (con la XXVI dinastia) e Tolemaico.

## Titolare
TT38 Era la tomba di:
| Titolare        | Titolo                                                              | Necropoli           | Dinastia/Periodo                           | Note                              |
| --------------- | ------------------------------------------------------------------- | ------------------- | ------------------------------------------ | --------------------------------- |
| Djeserkaraseneb | Scriba, contabile del grano nei granai delle divine offerte di Amon | Sheikh Abd el-Qurna | XVIII dinastia (Thutmosi IV-Amenhotep III) | all'estremità orientale dell'area |

### Biografia
Djeserkaraseneb (ma anche Zeser-kha-racsonb, talvolta indicato con l'abbreviazione Djeserka), fu Scriba contabile dei granai di Amon e Amministratore del Secondo Profeta di Amon; Wazronpet fu sua moglie. Suoi figli furono Menkheper, Scriba; Neferhebef, anch'egli indicato come scriba e guardiano di oche; Nebse[n]y, scriba a sua volta e Supervisore dei tessitori di Amon; Nebtawi, indicata come "amata figlia e signora della casa" e Meryra, a sua volta indicata come "amata figlia".

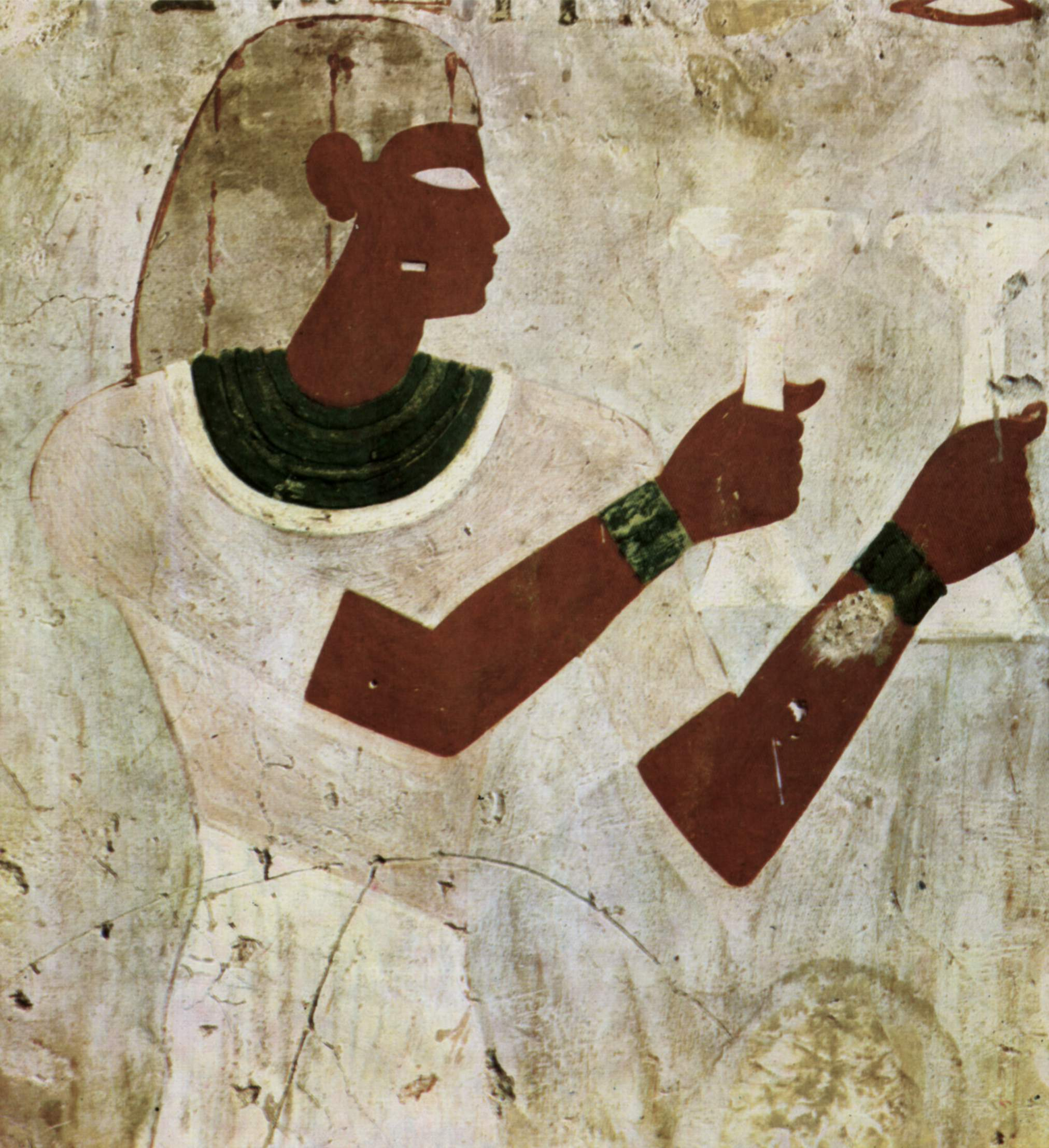
Ritratto del titolare di TT38, Djeserkareseneb

## Descrizione
TT38 è costituita da un breve corridoio, in cui sono rappresentati il defunto e la moglie in offertorio al dio Ra, che dà accesso ad un'ulteriore piccola sala trasversale in cui il defunto, la moglie ed alcuni figli sono rappresentati nell'atto di porgere fiori e bruciare incenso agli dei o, lato sud, sono seduti a banchetto. In altre scene, di tipo familiare, Djeserkaraseneb assiste alla pesatura del frumento e offre libagioni alla dea dei raccolti Iside-Thermutis, mentre il prodotto, vagliato, viene deposto ai suoi piedi per l'offerta agli dei.
In altre scene, i figli depongono offerte di uva e datteri dinanzi al defunto ed alla moglie Wazronpet. Poco oltre Djeserkaraseneb e Wazronpet assistono ad un concerto tenuto da musiciste tra cui suonatrici di liuto, di arpa, di lira e flauto doppio (scena simile a quella esistente nella TT75).

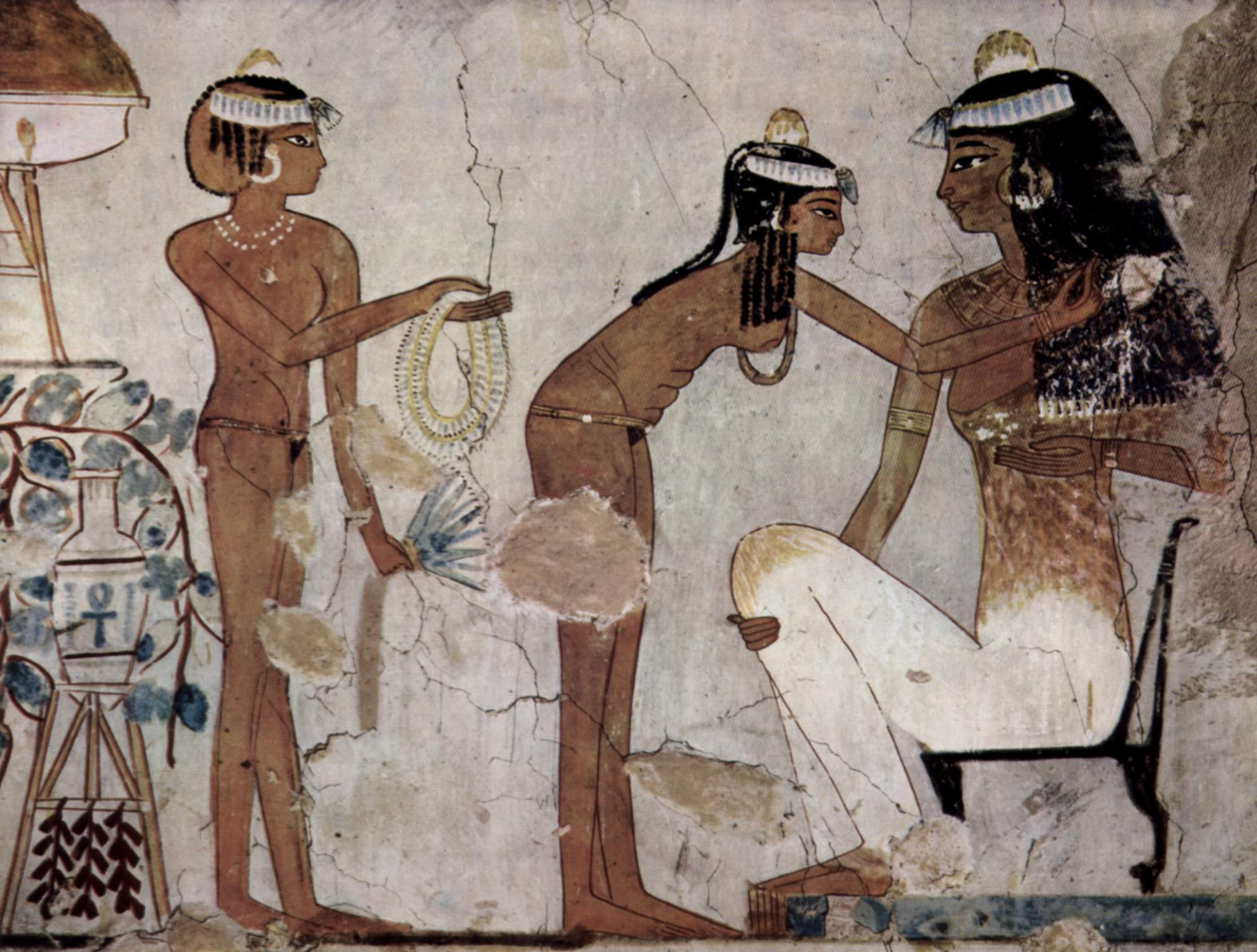
Scena di toletta femminile dalla TT38 (MET eg30.4.8)
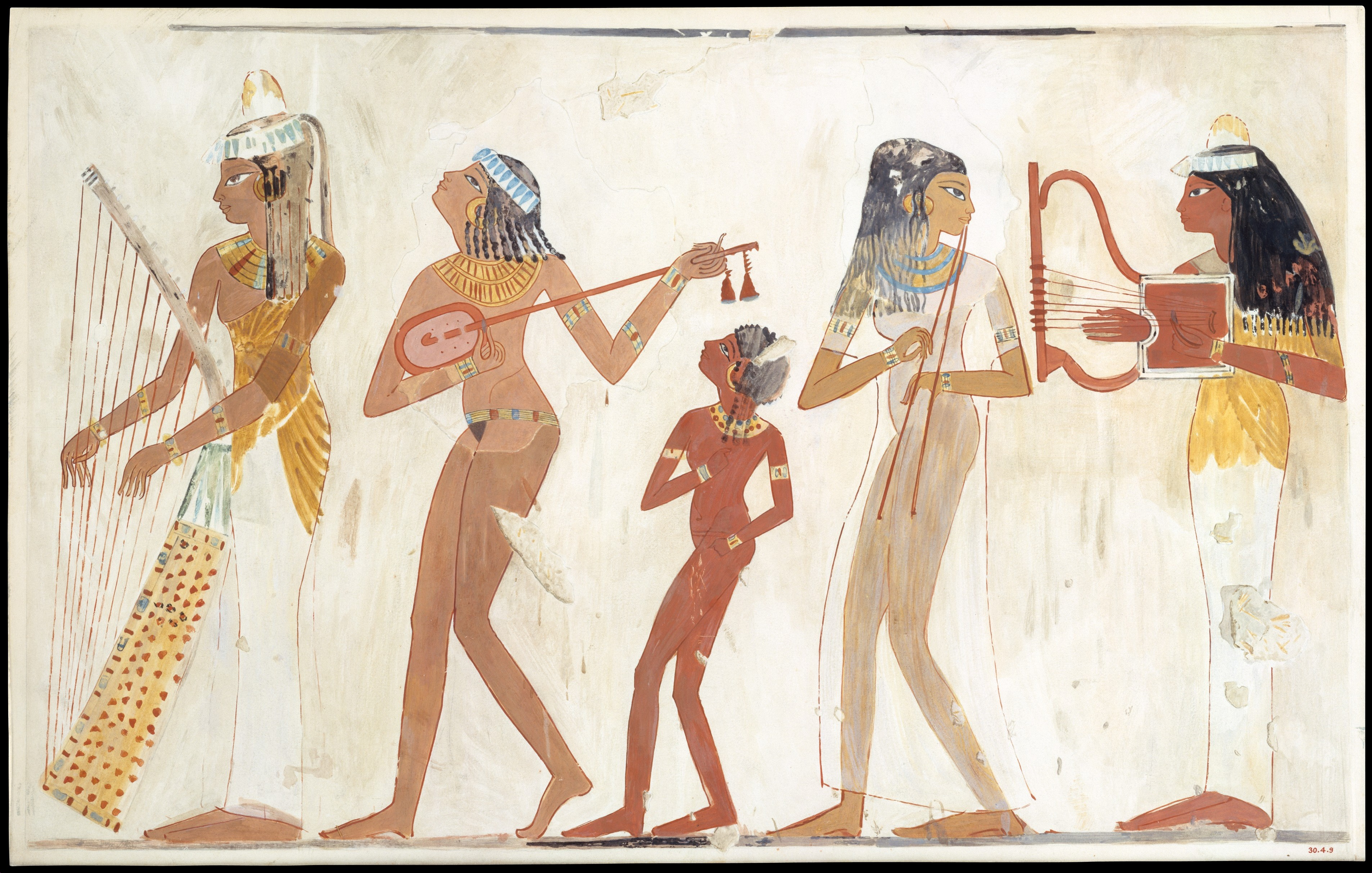
Musiciste dalla TT38, acquerello di Charles K. Wilkinson (Metropolitan Museum of Art di New York) (MET DT207672)
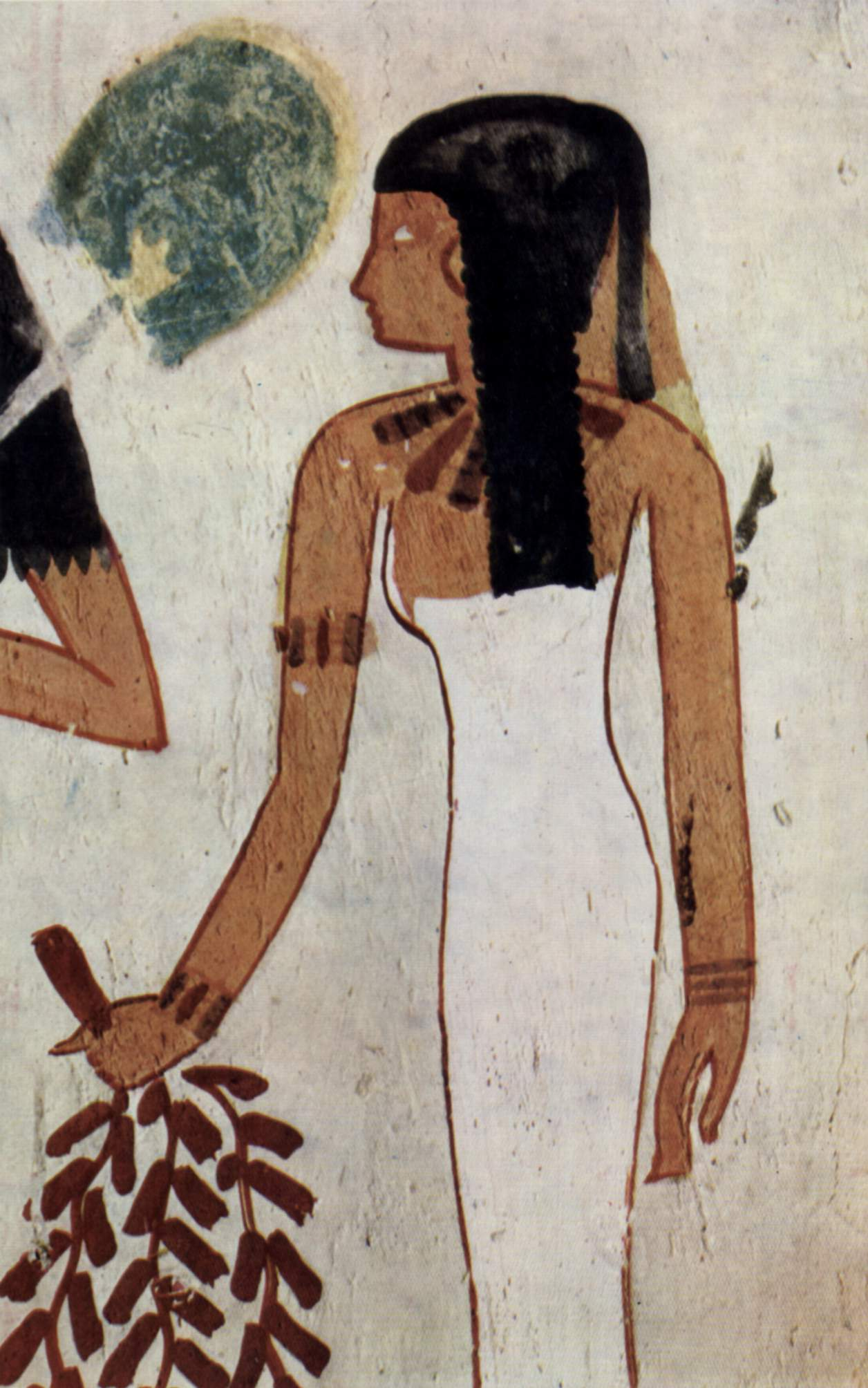
Donna che reca un ramo di palma con datteri
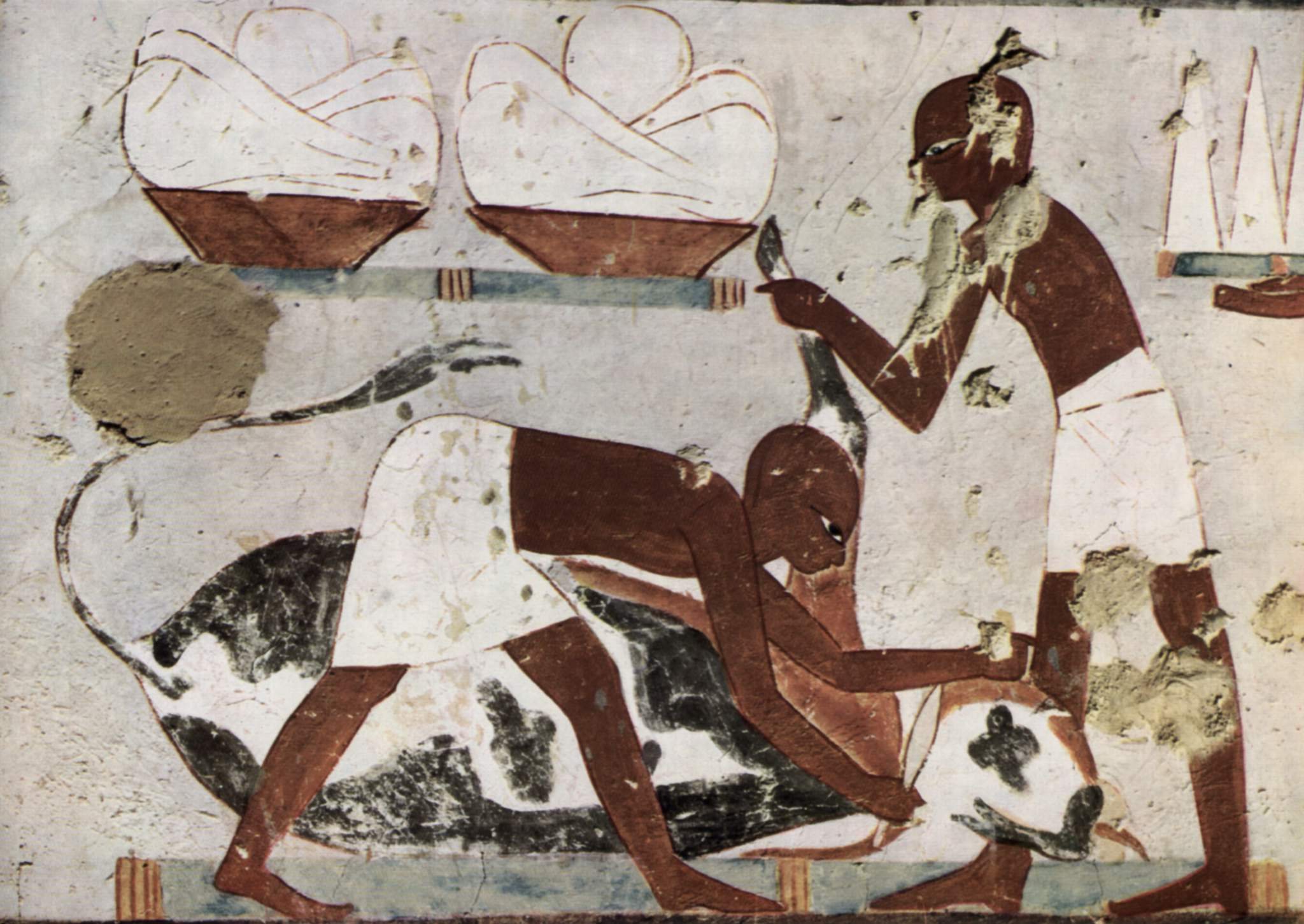
Scena di macellazione di un bue
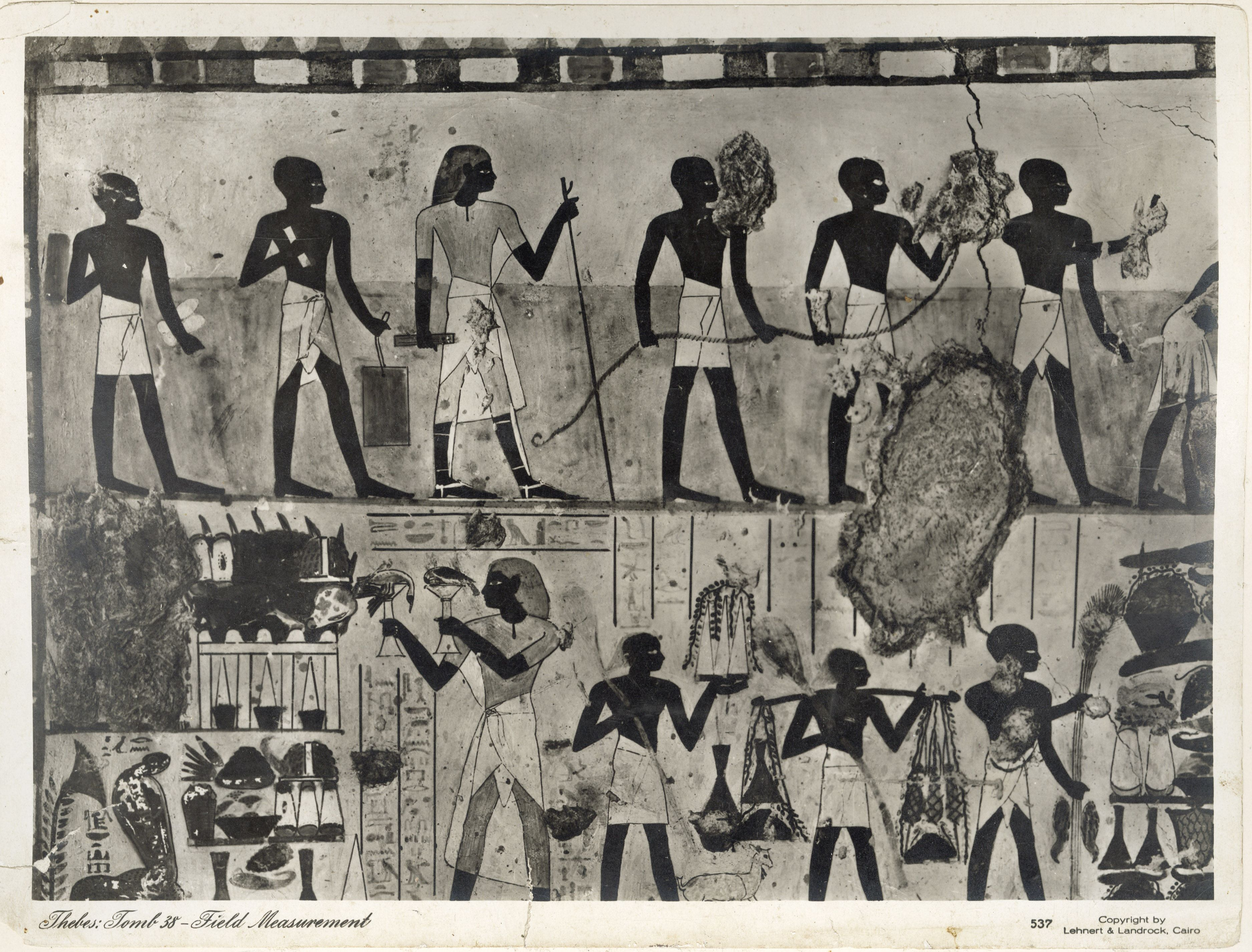
Pittura parietale dalla Camera trasversale, ala est. Nel registro superiore, il defunto assolve alcune delle sue funzioni in compagnia di alcuni assistenti. Nel registro sottostante, il defunto compie offerte ad Amon e Renutet. La fotografia (scattata intorno agli anni 1930) documenta una parete che oggigiorno risulta maggiormente rovinata.
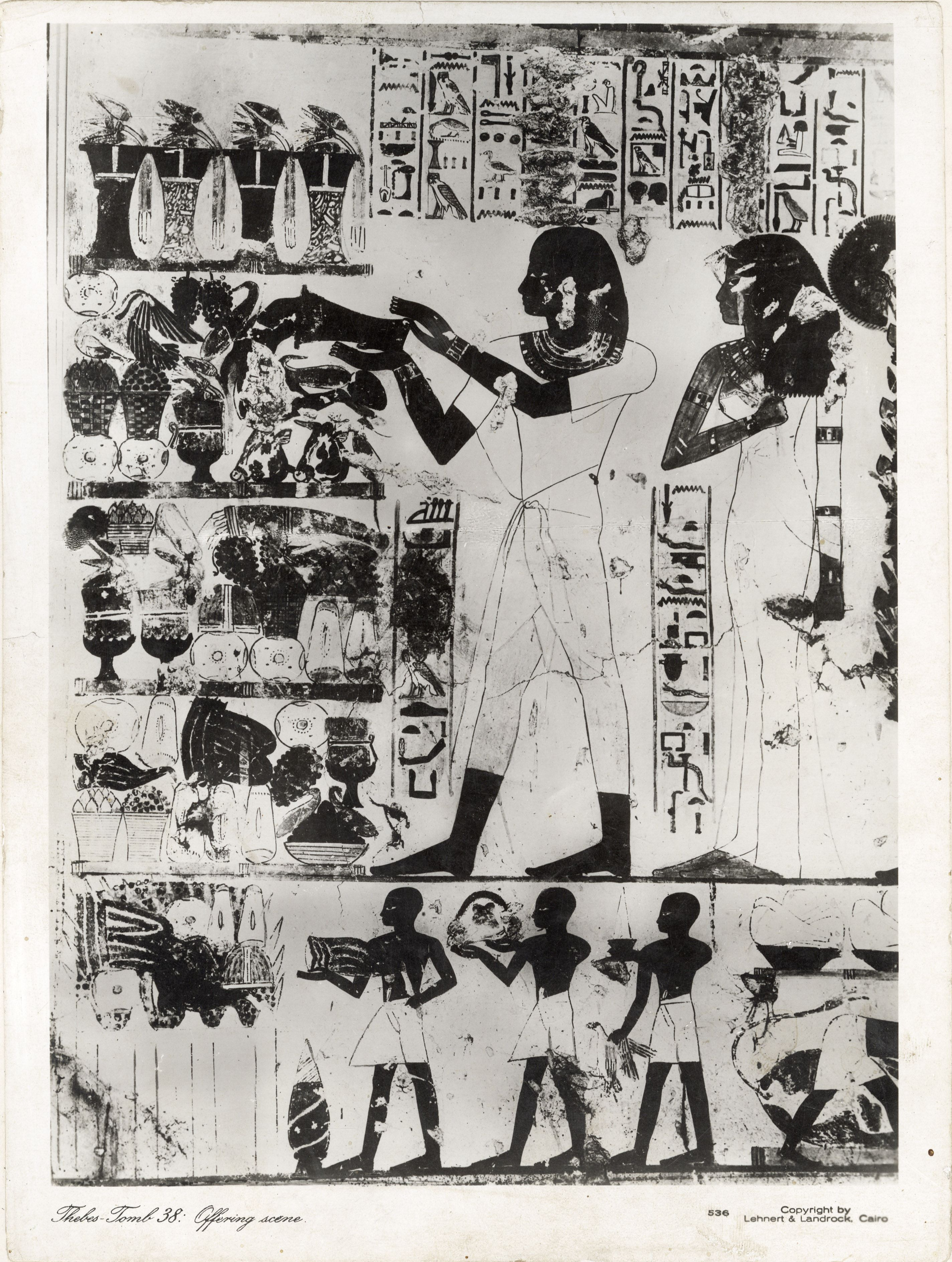
Pittura parietale dalla Camera trasversale, ala est. Nella scena, il defunto e la moglie Wadjrenpet (dietro di lei un terzo personaggio, il figlio, qui non visibile) compiono delle offerte in onore di Amon-Ra e Osiride. Attualmente la parete si presenta parzialmente rovinata, a differenza dello stato di conservazione in occasione della fotografia[9] (intorno agli anni 1930).

### Annotazioni
1. ↑  La prima numerazione delle tombe, dalla numero 1 alla 253, risale al 1913 con l'edizione del Topographical Catalogue of the Private Tombs of Thebes di Alan Gardiner e Arthur Weigall. Le tombe erano numerate in ordine di scoperta e non geografico; ugualmente in ordine cronologico di scoperta sono le tombe dalla 253 in poi.
2. ↑  I campi della Duat, ovvero l'aldilà egizio, si trovavano, secondo le credenze, proprio sulla riva occidentale del grande fiume.
3. ↑  Nella sua epoca di utilizzo, l'area era nota come "Quella di fronte al suo Signore" (con riferimento alla riva orientale, dove si trovavano le strutture dei Palazzi di residenza dei re e i templi dei principali dei) o, più semplicemente, "Occidente di Tebe".
4. ↑  le Tombe dei Nobili, benché raggruppate in un'unica area, sono di fatto distribuite su più necropoli distinte.
5. ↑  Le note, sovente di inquadramento topografico della tomba, sono tratte dal "Topographical Catalogue" di Gardiner e Weigall, ed. 1913 e fanno perciò riferimento alla situazione dell'epoca.
6. ↑  Il titolo completo, riportato all'interno della tomba, era: Scriba contabile dei granai di Amon, contabile del grano nel granaio delle divine offerte e dei templi che sono sotto la sua giurisdizione. Altri titoli sono ricavabili da un'iscrizione che lo indica come: "l'unico dal fidato consiglio, amato da tutti, esatto e giusto di cuore, imparziale, lodato dal suo Maestro ogni giorno, non [...], servo del suo Maestro, supervisore del latte di mucca [...]".
7. ↑  Si tratta verosimilmente del figlio maggiore giacché in un'immagine parietale è rappresentato della stessa altezza del padre e della madre.
8. ↑  Tale banchetto viene ritenuto "strano" poiché tutti i presenti sono giovani e mentre sono visibili bevande, specie vino, non sono rappresentati cibi. Si è perciò ipotizzato che non di un banchetto si tratti, in realtà, bensì di una rappresentazione della "Bella festa della Valle" dedicata ad Hathor, dea della gioia, dell'ubriachezza e dell'amore.
9. ↑  La TT38 è stata oggetto di depredazioni in tempi alquanto recenti del '900, con asportazione sistematica di alcune parti dei dipinti parietali comparsi in varie mostre a livello mondiale.

### Fonti
1. ↑  Porter e Moss 1927,  p. 69.
2. ↑  Gardiner e Weigall 1913.
3. ↑  Donadoni 1999,  p. 115.
4. ↑  Gardiner e Weigall 1913, pp. 18-19.
5. ↑  Porter e Moss 1927,  pp. 69-70.
6. ↑  Manniche 1997, pp. 29-36.
7. ↑  Mekhitarian 1994, pp. 1-16.
8. ↑   Area Tebana/Sheikh Abd el Gurna/TT38, tomba di Djeserkaraseneb, Archivio fotografico del Museo Egizio, Torino (CC0), su archiviofotografico.museoegizio.it. URL consultato l'11 marzo 2025.
9. ↑   Area Tebana/Sheikh Abd el Gurna/TT38, tomba di Djeserkaraseneb, Archivio fotografico del Museo Egizio, Torino (CC0), su archiviofotografico.museoegizio.it. URL consultato l'11 marzo 2025.